# Société centrale d'aviculture de France
La Société centrale d'aviculture de France (SCAF), est une association à but non lucratif affiliée au ministère de l'Agriculture et reconnue d'utilité publique par un décret ministériel du 16 juillet 1912. 

## Description
La SCAF regroupe les éleveurs amateurs sélectionneurs d'animaux de basse-cour (palmipèdes, gallinacés, pigeons mais aussi lapins) et d'ornement (oiseaux d'ornement, lapins nains, cobayes, poules naines dites Bantam), éleveurs qui dans leur activité de loisirs pratiquent une aviculture de sélection.
La SCAF représente donc des éleveurs bénévoles qui pratiquent une aviculture que l'on qualifie indistinctement par les dénominations courantes : « aviculture de race pure », « aviculture de sélection » ou « aviculture sportive» (au sens où le vrai sportif est, dans l'esprit, amateur c'est-à-dire passionné, désintéressé et averti). 

### Objectifs
La « sélection » consiste à maintenir des « races pures » par opposition aux races issues de lignées croisées de l'aviculture industrielle, c'est-à-dire des races définies selon des caractéristiques descriptives rigoureuses sur la base de leur phénotype et consignées historiquement dans des standards officiels.

### Domaine
Elle recouvre principalement un triple domaine d'élevage qui englobe, au total et à l'échelle avicole mondiale, plus de 1 100 races d'animaux : 
- l'élevage des gallinacés et palmipèdes, l'aviculture proprement dite (poules, canards, oies domestiques, etc.) soit 317 races répertoriées dont 43 races de poules françaises.

- les oiseaux dits d'ornement (faisans, sarcelles, bernaches, colombes, etc.) soit 405 races répertoriées.

- l'élevage du pigeon de race (colombiculture) : 347 races homologuées en standard dont 23 races françaises.

- l'élevage du lapin de race (cuniculiculture) et du cobaye (caviaculture) : 61 races de lapins répertoriées.

## Histoire
La SCAF voit le jour en 1919 à la suite de la fusion de la Société des aviculteurs français (fondée en 1894) et de la Société nationale d'aviculture de France (fondée en 1891). 
Elle se transforme en confédération en 1991 pour regrouper tous les organismes qui s'intéressent à l'élevage des animaux de basse-cour aux niveaux : local, départemental, régional ou national ; organismes spécialisés ou non ; Fédération nationale des juges ainsi que personnes physiques. D'où son appellation de Société centrale d'aviculture de France ou encore de « Confédération nationale des associations d'éleveurs d'animaux de basse-cour et d'ornement ».

## Organisation
Elle se décline, à partir de la base « éleveurs », en associations de type loi de 1901 qu'il est possible de rassembler en trois niveaux fonctionnels : 
- Niveau fonctionnel 1 : les éleveurs regroupés en clubs, sociétés, ententes, syndicats, conservatoires, amicales, unions… autant de formes d'organisation qui dénotent une richesse d'imagination propre et qui œuvrent au plus près des réalités avicoles du terrain.

- Niveau fonctionnel 2 : les organisations de domaine spécifique appelées aussi corps techniques : 
  - la Fédération française des volailles - FFV - pour les éleveurs de gallinacés et palmipèdes.
  - La Société nationale de colombiculture - SNC - pour les éleveurs de pigeons
  - La Fédération française de cuniculiculture - FFC - pour les éleveurs de lapins
  - La Fédération des associations d'éleveurs de cobayes- FAEC - pour les éleveurs de cochons d'Inde et autres rongeurs
  - La Fédération nationale des juges - FNJ - pour l'expertise des animaux, notamment lors des expositions (juges « volailles », juges « pigeons », juges « lapins et cobayes »)

- Niveau fonctionnel 3 : une confédération centrale qui regroupe les organisations de domaine spécifique pour définir une politique d'action commune à l'échelon, à la fois, du territoire national, et de l'Europe via l'Entente européenne d'aviculture et de cuniculture.

## Outils d'action
- Conseil d'administration de 30 membres
- Patronage des expositions à caractère national
- Salon de l'agriculture à Paris, porte de Versailles (55e édition en 2018)
- Identification des animaux
- Formation des juges et officialisation de leur nomination
- Attribution de la plus haute distinction pour les animaux expertisés par un groupe de juges, avec l'appellation « Prix du président de la République » (six vases de Sèvres par an).

## Revue officielle
La Revue avicole, édition Bimestrielle (122e année d'existence en 2012)

## Entités officielles affiliées
- SCAF - Société centrale d'aviculture de France
- FFV - Fédération française des volailles
- SNC - Société nationale de colombiculture
- FFC - Fédération française de cuniculiculture
- FAEC - Fédération des Associations d'Eleveurs de Cobayes
- PHOENIX-FRANCE : Association d'éleveurs de faisans et aquatiques d'ornement